# Garypus necopinus
Espèce
Garypus necopinus est une espèce de pseudoscorpions de la famille des Garypidae.

## Distribution
Cette espèce est endémique du Queensland en Australie. Elle se rencontre dans les îles du détroit de Torrès.

## Habitat
Cette espèce se rencontre sur le littoral.

## Description
Le mâle holotype mesure 4,38 mm et la femelle paratype 5,87 mm, les mâles mesurent de 3,92 à 4,38 mm et les femelles de 4,51 à 5,87 mm.

## Publication originale
- Harvey, Hillyer, Carvajal & Huey, 2020 : Supralittoral pseudoscorpions of the genus Garypus (Pseudoscorpiones : Garypidae) from the Indo-West Pacific region, with a review of the subfamily classification of Garypidae. Invertebrate Systematics, vol. 34, no 1, p. 34-87.